# My World Tour
A My World Tour foi a primeira turnê mundial do cantor canadense de pop e R&B Justin Bieber. É a primeira turnê de Bieber que tem como álbuns bases o EP My World e o My World 2.0. Ela foi anunciada oficialmente em 16 de março de 2010, uma semana antes do lançamento do My World 2.0. A turnê possui três partes com participações de Sean Kingston e Jessica Jarrell nas datas norte-americanas e o grupo feminino The Stunners, bem como o cantor e compositor Cris Valentine nas primeiras datas. A cantora Jasmine Villegas também entrou para a turnê como uma atração secundária nos shows de abertura. Estima-se que a primeira parte da turnê tenha arrecadado U$ 35,06 milhões de dólares.

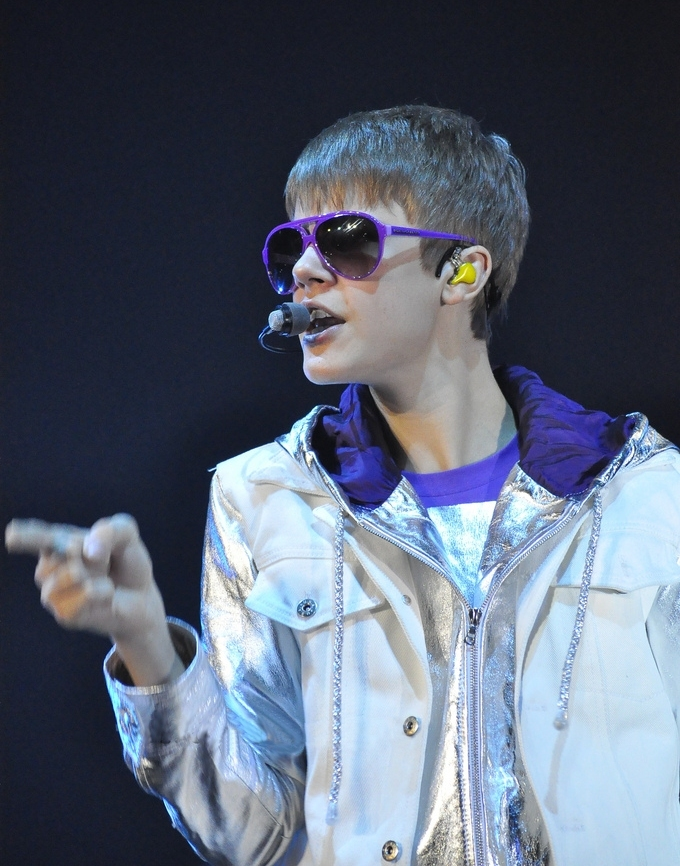
Justin Bieber na My World Tour em Abril de 2011

## Antecedentes
A turnê foi anunciada oficialmente em 16 de março de 2010, uma semana antes do lançamento do primeiro álbum de estúdio de Justin, My World 2.0. Em entrevista para o Houston Chronicle, quando perguntado sobre o que os fãs poderiam esperar da turnê, Bieber declarou: "Eu quero mostrar o que eu amo fazer. Haverá alguns truques legais, algumas coisas eletrônicas que não tenham sido vistas antes, com certeza." Também em entrevista à MTV News, Bieber disse: "Vocês podem esperar apenas por um grande momento. Será um lugar no qual você poderá apenas ter uma explosão. Será um lugar onde espero que vocês possam se identificar com as canções e as outras coisas. Então, espero que vocês adorem."
Os ingressos para os dois shows no The 02 em Dublin esgotaram em 10 minutos, tendo sido vendido 28,000 ingressos. Os ingressos nas cidades de Sydney e Melbourne se esgotaram em segundos. O sucesso das vendas fez com que fossem adicionados novos shows em ambas as cidades. Em São Paulo, em apenas 12h já se tinha vendido 70% dos 70,000 ingressos que foram postos a venda. O sucesso de vendas fez com que fosse adicionada uma data extra na cidade e também no Rio de Janeiro.

## Detalhes
O show começa com imagens de um game onde Justin e seus dançarinos jogam, até que surge um globo no centro do palco e ele é coberto de fumaça. Então, o globo sobe e começa a ser cantada a canção Love Me. Em Favorite Girl, ele canta e toca violão enquanto está em volta de uma estrutura de metal no formato de um coração.

### Brincadeira norte-coreana
A My World Tour foi um motivo de brincadeira na internet, onde os usuários do 4chan tornaram a Coreia do Norte uma aspirante à adição da turnê devido uma enquete sobre quais locais deveriam ser adicionados a turnê. A brincadeira levou a Coreia do Norte do 24º lugar para o 1º em dois dias. Um membro da Missão Diplomática Norte-Coreana falou no BBC News do Reino Unido da possibilidade do caso ser encaminhado para a missão do país nas Nações Unidas e para Pyongyang.

### Exibição na televisão
A TV Globo exibiu o show do dia 8 de outubro de 2011 no estádio do Morumbi, como parte do especial de Dia das Crianças.

## Atos de abertura
- Sean Kingston (Europa)
- Jasmine Villegas (Apenas na segunda parte)
- Iyaz
- Jessica Jarrell (Apenas na primeira parte)
- Burnham
- The Stunners (23 de Junho - 28 de Julho de 2010)
- Vita Chambers (2 de Julho - 4 de Setembro de 2010)
- Big Time Rush (México)
- Willow Smith (Reino Unido)
- SoundGirl (Reino Unido)
- Bluey Robinson (Reino Unido)
- Cobra Starship (México e América do Sul)[10]
- The Wanted (São Paulo)[10]
- Cine (São Paulo)

### Participações especiais
- Usher (23 de Junho de 2010 & 31 de Agosto de 2010 - Durante "Baby" e "Somebody to Love")[11]
- Selena Gomez (19 de Dezembro de 2010 - Aparição surpresa)
- Drake (12 de Agosto de 2010 - Durante "Baby")[12]
- Nickelback (24 de Agosto de 2010 - Durante "Baby" e "U Smile")
- Will Smith (27 de Agosto de 2010 - Durante "Never Say Never")
- Jaden Smith (31 de Agosto de 2010 - Durante "Never Say Never")
- Miley Cyrus (31 de Agosto de 2010 - Durante "Overboard")
- Boyz II Men (31 de Agosto de 2010 - Durante "U Smile")
- Shaquille O'Neal (4 de Agosto de 2010 - Durante "Baby")
- Ludacris (31 de Agosto de 2010 - Durante "Baby")
- Mindless Behavior (13 de Dezembro de 2010, 19 de Dezembro de 2010 e 21 de Dezembro de 2010 - Aparição surpresa)
- Diggy Simmons (4 de Setembro de 2010 - Durante "Baby")
- Selena Gomez (6 de Outubro de 2011 - Performance de "Who Says" e pequeno dueto com Justin Bieber)

## Set list
1#"Love Me"
2#"Bigger"
3#"U Smile"
4#"Runaway Love"
5#"Never Let You Go"
6#"Favorite Girl"
7#"One Less Lonely Girl"
8#"Somebody to Love"
1. "Love Me"
2. "Bigger"
3. "U Smile"
4. "Runaway Love"
5. "Never Let You Go"
6. "Favorite Girl"
7. "One Less Lonely Girl"
8. "Somebody to Love"
9. "Pray"
10. "Never Say Never" With Jaden Smith
11. Backup Singers (Legaci) Medley:
  1. "OMG"
  2. "Hey, Soul Sister"
  3. "Down"
  4. "My Love"
  5. "Nothin' On You"
  6. "Beautiful Girls"
  7. "Billionaire"
12. "Up"
13. "That Should Be Me"
14. Medley:
  1. "Wanna Be Startin' Somethin'"
  2. "Walk This Way"
15. "Eenie Meenie" (with Sean Kingston)
16. "One Time"
17. "Down to Earth"
18. "Baby"

1. "Love Me"
2. "Bigger"
3. "U Smile"
4. "Runaway Love"
5. "Never Let You Go"
6. "Favorite Girl"
7. "One Less Lonely Girl"
8. "Somebody to Love"
9. "Never Say Never (With Jaden Smith)"
10. "Backup Singers (Legaci) Medley:
  1. "OMG"
  2. "Hey, Soul Sister"
  3. "Down"
  4. "My Love"
  5. "Nothin' On You"
  6. "Beautiful Girls"
  7. "Billionaire"
11. "Up"
12. "That Should Be Me"
13. "Medley:
  1. "Wanna Be Starting Something"
  2. "Walk This Way"
14. "Eenie Meenie (With Bluey Robinson)
15. "One Time"
16. "Down to Earth"
17. "Baby"

1. "Love Me"
2. "Bigger"
3. "U Smile"
4. "Never Let You Go"
5. "Favorite Girl"
6. "One Less Lonely Girl"
7. "Somebody to Love"
8. "Never Say Never"
9. "Up"
10. "One Time"
11. "That Should Be Me"
12. Medley:
  1. "Wanna Be Startin' Somethin'"
  2. "Walk This Way"
13. "Eenie Meenie"
14. "Down to Earth"
15. "Baby"

1. "Love Me"
2. "Bigger"
3. "U Smile"
4. "Never Let You Go"
5. "Favorite Girl"
6. "Trust Issues" (Drake Song)
7. "One Less Lonely Girl"
8. "Stuck In The Moment" (Video Interlude)
9. "Somebody to Love"
10. "Never Say Never"
11. "One Time"
12. "That Should Be Me"
13. Medley:
  1. "Wanna Be Startin' Somethin"
  2. "Walk this Way"
14. "Eenie Meenie"
15. "Down to Earth"
16. "Mistletoe" (em apenas dois shows)
17. "Baby"

- Notas: Antes de executar "Baby", Bieber realiza cover de uma canção com um convidado especial. (Apenas em alguns shows)

## Datas da turnê
A primeira parte das datas da turnê foram anunciadas no site oficial de Bieber no dia 16 de Março de 2010. Em 4 de agosto de 2011, foram divulgadas no fã clube oficial de Justin as primeiras datas da terceira e última parte que passará apenas pelo México e a América do Sul.
| América do Norte (1ª parte) |                     |                |                                             |
| 23 de Junho de 2010         | Hartford            | Estados Unidos | XL Center                                   |
| 24 de Junho de 2010         | Trenton             | Estados Unidos | Sun National Bank Center                    |
| 26 de Junho de 2010         | Cincinnati          | Estados Unidos | US Bank Arena                               |
| 27 de Junho de 2010         | Milwaukee           | Estados Unidos | Milwaukee Summerfest                        |
| 29 de Junho de 2010         | Minneapolis         | Estados Unidos | Target Center                               |
| 30 de Junho de 2010         | Des Moines          | Estados Unidos | Wells Fargo Arena                           |
| 2 de Julho de 2010          | Moline              | Estados Unidos | I Wireless Center                           |
| 3 de Julho de 2010          | Omaha               | Estados Unidos | Qwest Center                                |
| 5 de Julho de 2010          | Grand Prairie       | Estados Unidos | Verizon Theatre                             |
| 6 de Julho de 2010          | Tulsa               | Estados Unidos | BOK Center                                  |
| 8 de Julho de 2010          | Broomfield          | Estados Unidos | 1stBank Center                              |
| 10 de Julho de 2010         | West Valley         | Estados Unidos | Maverik Center                              |
| 13 de Julho de 2010         | Everett             | Estados Unidos | Comcast Arena                               |
| 14 de Julho de 2010         | Portland            | Estados Unidos | Rose Garden Arena                           |
| 17 de Julho de 2010         | Oakland             | Estados Unidos | Oracle Arena                                |
| 18 de Julho de 2010         | Reno                | Estados Unidos | Reno Events Center                          |
| 20 de Julho de 2010         | Los Angeles         | Estados Unidos | Nokia Theatre                               |
| 24 de Julho de 2010         | Las Vegas           | Estados Unidos | Theatre for the Performing Arts             |
| 25 de Julho de 2010         | Glendale            | Estados Unidos | Jobing.com Arena                            |
| 28 de Julho de 2010         | Kansas              | Estados Unidos | Sprint Center                               |
| 29 de Julho de 2010         | Little Rock         | Estados Unidos | Verizon Arena                               |
| 31 de Julho de 2010         | Memphis             | Estados Unidos | FedEx Forum                                 |
| 1º de Agosto de 2010        | Lafayette           | Estados Unidos | Cajundome                                   |
| 4 de Agosto de 2010         | Orlando             | Estados Unidos | Amway Arena                                 |
| 5 de Agosto de 2010         | Sunrise             | Estados Unidos | Bank Atlantic Center                        |
| 8 de Agosto de 2010         | Charlotte           | Estados Unidos | Time Warner Cable Arena                     |
| 9 de Agosto de 2010         | Duluth              | Estados Unidos | Gwinnett Arena                              |
| 11 de Agosto de 2010        | Nashville           | Estados Unidos | Bridgestone Arena                           |
| 12 de Agosto de 2010        | Indianapolis        | Estados Unidos | Conseco Fieldhouse                          |
| 14 de Agosto de 2010        | Columbus            | Estados Unidos | Schottenstein Center                        |
| 15 de Agosto de 2010        | Auburn Hills        | Estados Unidos | The Palace of Auburn Hills                  |
| 21 de Agosto de 2010        | Toronto             | Canadá         | Air Canada Centre                           |
| 22 de Agosto de 2010        | London              | Canadá         | John Labatt Centre                          |
| 24 de Agosto de 2010        | Ottawa              | Canadá         | Scotiabank Place                            |
| 25 de Agosto de 2010        | Albany              | Estados Unidos | Times Union Center                          |
| 27 de Agosto de 2010        | Providence          | Estados Unidos | Dunkin' Donuts Center                       |
| 28 de Agosto de 2010        | Newark              | Estados Unidos | Prudential Center                           |
| 29 de Agosto de 2010        | Syracuse            | Estados Unidos | New York State Fair                         |
| 31 de Agosto de 2010        | Nova Iorque         | Estados Unidos | Madison Square Garden                       |
| 1º de Setembro de 2010      | Manchester          | Estados Unidos | Verizon Wireless Arena                      |
| 3 de Setembro de 2010       | Essex Junction      | Estados Unidos | Coca Cola Grandstand                        |
| 4 de Setembro de 2010       | Allentown           | Estados Unidos | The Great Allentown Fair                    |
| 5 de Setembro de 2010       | Timonium            | Estados Unidos | Maryland State Fair                         |
| 14 de Setembro de 2010      | Winnipeg            | Canadá         | MTS Centre                                  |
| 16 de Setembro de 2010      | Regina              | Canadá         | Brandt Center                               |
| 17 de Setembro de 2010      | Saskatoon           | Canadá         | Credit Union Centre                         |
| 19 de Setembro de 2010      | Edmonton            | Canadá         | Rexall Place                                |
| 20 de Setembro de 2010      | Calgary             | Canadá         | Pengrowth Saddledome                        |
| 8 de Outubro de 2010        | Honolulu            | Estados Unidos | Neal S. Blaisdell Center                    |
| 9 de Outubro de 2010        | Honolulu            | Estados Unidos | Neal S. Blaisdell Center                    |
| 19 de Outubro de 2010       | Vancouver           | Canadá         | Rogers Arena                                |
| 22 de Outubro de 2010       | Sacramento          | Estados Unidos | ARCO Arena                                  |
| 24 de Outubro de 2010       | Ontario             | Estados Unidos | Citizens Business Bank Arena                |
| 25 de Outubro de 2010       | Los Angeles         | Estados Unidos | Staples Center                              |
| 27 de Outubro de 2010       | Anaheim             | Estados Unidos | Honda Center                                |
| 28 de Outubro de 2010       | San Jose            | Estados Unidos | HP Pavilion at San Jose                     |
| 30 de Outubro de 2010       | San Diego           | Estados Unidos | San Diego Sports Arena                      |
| 3 de Novembro de 2010       | Oklahoma City       | Estados Unidos | Ford Center                                 |
| 5 de Novembro de 2010       | San Antonio         | Estados Unidos | AT&T Center                                 |
| 6 de Novembro de 2010       | Houston             | Estados Unidos | Toyota Center                               |
| 8 de Novembro de 2010       | St. Louis           | Estados Unidos | Scottrade Center                            |
| 10 de Novembro de 2010      | Louisville          | Estados Unidos | KFC Yum! Center                             |
| 11 de Novembro de 2010      | Cleveland           | Estados Unidos | Wolstein Center                             |
| 13 de Novembro de 2010      | Norfolk             | Estados Unidos | Norfolk Scope Arena                         |
| 14 de Novembro de 2010      | Philadelphia        | Estados Unidos | Wachovia Center                             |
| 16 de Novembro de 2010      | Boston              | Estados Unidos | TD Garden                                   |
| 17 de Novembro de 2010      | East Rutherford     | Estados Unidos | IZOD Center                                 |
| 20 de Novembro de 2010      | Atlantic City       | Estados Unidos | Boardwalk Hall                              |
| 22 de Novembro de 2010      | Montreal            | Canadá         | Bell Centre                                 |
| 23 de Novembro de 2010      | Toronto             | Canadá         | Air Canada Centre                           |
| 9 de Dezembro de 2010       | Manchester          | Estados Unidos | Verizon Wireless Arena                      |
| 13 de Dezembro de 2010      | Pittsburgh          | Estados Unidos | Consol Energy Center                        |
| 15 de Dezembro de 2010      | Greensboro          | Estados Unidos | Greensboro Coliseum                         |
| 16 de Dezembro de 2010      | Greenville          | Estados Unidos | BI-LO Center                                |
| 18 de Dezembro de 2010      | Miami               | Estados Unidos | American Airlines Arena                     |
| 19 de Dezembro de 2010      | Tampa               | Estados Unidos | St. Pete Times Forum                        |
| 21 de Dezembro de 2010      | Birmingham          | Estados Unidos | BJCC Arena                                  |
| 23 de Dezembro de 2010      | Atlanta             | Estados Unidos | Philips Arena                               |
| Europa (2ª parte)           |                     |                |                                             |
| 4 de Março de 2011          | Birmingham          | Reino Unido    | National Indoor Arena                       |
| 5 de Março de 2011          | Birmingham          | Reino Unido    | National Indoor Arena                       |
| 8 de Março de 2011          | Dublin              | Irlanda        | The O2                                      |
| 9 de Março de 2011          | Dublin              | Irlanda        | The O2                                      |
| 11 de Março de 2011         | Liverpool           | Reino Unido    | Echo Arena                                  |
| 12 de Março de 2011         | Newcastle upon Tyne | Reino Unido    | Metro Radio Arena                           |
| 14 de Março de 2011         | Londres             | Reino Unido    | The O2 Arena                                |
| 16 de Março de 2011         | Londres             | Reino Unido    | The O2 Arena                                |
| 17 de Março de 2011         | Londres             | Reino Unido    | The O2 Arena                                |
| 20 de Março de 2011         | Manchester          | Reino Unido    | Evening News Arena                          |
| 21 de Março de 2011         | Manchester          | Reino Unido    | Evening News Arena                          |
| 23 de Março de 2011         | Sheffield           | Reino Unido    | Motorpoint Arena                            |
| 24 de Março de 2011         | Nottingham          | Reino Unido    | Trent FM Arena                              |
| 26 de Março de 2011         | Oberhausen          | Alemanha       | König Pilsener Arena                        |
| 27 de Março de 2011         | Roterdão            | Países Baixos  | Ahoy Rotterdam                              |
| 29 de Março de 2011         | Paris               | França         | Palais Omnisports de Paris-Bercy            |
| 30 de Março de 2011         | Antuérpia           | Bélgica        | Sportpaleis Antwerp                         |
| 1º de Abril de 2011         | Herning             | Dinamarca      | Jyske Bank Boxen                            |
| 2 de Abril de 2011          | Berlim              | Alemanha       | O2 World                                    |
| 5 de Abril de 2011          | Madrid              | Espanha        | Palácio de Deportes                         |
| 6 de Abril de 2011          | Barcelona           | Espanha        | Palau Sant Jordi                            |
| 8 de Abril de 2011          | Zurique             | Suíça          | Hallenstadion                               |
| 9 de Abril de 2011          | Milão               | Itália         | Mediolanum Forum                            |
| Ásia                        |                     |                |                                             |
| 14 de Abril de 2011         | Tel Aviv            | Israel         | Hayarkon Park                               |
| 19 de Abril de 2011         | Cidade de Singapura | Singapura      | Singapore Indoor Stadium                    |
| 21 de Abril de 2011         | Kuala Lumpur        | Malásia        | Stadium Merdeka                             |
| 23 de Abril de 2011         | Jakarta             | Indonésia      | Sentul City International Convention Center |
| Oceania                     |                     |                |                                             |
| 26 de Abril de 2011         | Brisbane            | Austrália      | Brisbane Entertainment Centre               |
| 28 de Abril de 2011         | Sydney              | Austrália      | Acer Arena                                  |
| 29 de Abril de 2011         | Sydney              | Austrália      | Acer Arena                                  |
| 2 de Maio de 2011           | Melbourne           | Austrália      | Rod Laver Arena                             |
| 3 de Maio de 2011           | Melbourne           | Austrália      | Rod Laver Arena                             |
| 5 de Maio de 2011           | Adelaide            | Austrália      | Adelaide Entertainment Centre               |
| 7 de Maio de 2011           | Perth               | Austrália      | Burswood Dome                               |
| Ásia                        |                     |                |                                             |
| 10 de Maio de 2011          | Manila              | Filipinas      | SM Mall of Asia Concert Grounds             |
| 13 de Maio de 2011          | Hong Kong           | Hong Kong      | AsiaWorld Arena                             |
| 15 de Maio de 2011          | Taipei              | Taiwan         | Taipei Arena                                |
| 17 de Maio de 2011          | Osaka               | Japão          | Osaka Zepp                                  |
| 18 de Maio de 2011          | Tóquio              | Japão          | Nippon Budokan                              |
| América do Norte (3ª parte) |                     |                |                                             |
| 30 de Setembro de 2011      | Monterrei           | México         | Arena Monterrey                             |
| 1º de Outubro de 2011       | Cidade do México    | México         | Foro Sol                                    |
| 2 de Outubro de 2011        | Cidade do México    | México         | Foro Sol                                    |
| América do Sul              |                     |                |                                             |
| 5 de Outubro de 2011        | Rio de Janeiro      | Brasil         | Estádio Engenhão                            |
| 6 de Outubro de 2011        | Rio de Janeiro      | Brasil         | Estádio Engenhão                            |
| 8 de Outubro de 2011        | São Paulo           | Brasil         | Estádio do Morumbi                          |
| 9 de Outubro de 2011        | São Paulo           | Brasil         | Estádio do Morumbi                          |
| 10 de Outubro de 2011       | Porto Alegre        | Brasil         | Estádio Beira-Rio                           |
| 12 de Outubro de 2011       | Buenos Aires        | Argentina      | River Plate Stadium                         |
| 13 de Outubro de 2011       | Buenos Aires        | Argentina      | River Plate Stadium                         |
| 15 de Outubro de 2011       | Santiago            | Chile          | Estádio Nacional                            |
| 17 de Outubro de 2011       | Lima                | Peru           | Estádio Nacional                            |
| 19 de Outubro de 2011       | Caracas             | Venezuela      | Universidade Simón Bolívar                  |

## Informações sobre vendagem
| Local                             | Cidade                                                       | Bilhetes vendidos / Disponíveis | Receita     |
| --------------------------------- | ------------------------------------------------------------ | ------------------------------- | ----------- |
| XL Center                         | Hartford                                                     | 13,132 / 13,132 (100%)          | $585,790    |
| Sun National Bank Center          | Trenton                                                      | 7,523 / 7,523 (100%)            | $366,285    |
| US Bank Arena                     | Cincinnati                                                   | 10,758 / 10,758 (100%)          | $505,545    |
| Marcus Amphitheater               | Milwaukee                                                    | 21,772 / 21,772 (100%)          | $923,549    |
| Target Center                     | Minneapolis                                                  | 14,717 / 14,717 (100%)          | $639,226    |
| Wells Fargo Arena                 | Des Moines                                                   | 9,399 / 9,650 (97%)             | $432,560    |
| i wireless Center                 | Moline                                                       | 10,610 / 10,610 (100%)          | $493,090    |
| Qwest Center                      | Omaha                                                        | 11,682 / 12,093 (97%)           | $524,563    |
| Verizon Theater                   | Grand Prairie                                                | 6,000 / 6,000 (100%)            | $303,550    |
| BOK Center                        | Tulsa                                                        | 12,993 / 12,993 (100%)          | $584,810    |
| 1st Bank Center                   | Broomfield                                                   | 6,207 / 6,207 (100%)            | $315,185    |
| Maverik Center                    | West Valley City                                             | 10,362 / 10,362 (100%)          | $487,135    |
| Comcast Arena                     | Everett                                                      | 8,588 / 8,588 (100%)            | $410,172    |
| Rose Garden                       | Portland (Oregon)                                            | 13,244 / 13,244(100%)           | $555,598    |
| Oracle Arena                      | Oakland                                                      | 14,555 / 14,555 (100%)          | $663,921    |
| Events Center                     | Reno                                                         | 6,583 / 6,583 (100%)            | $316,022    |
| Nokia Live                        | Los Angeles                                                  | 6,673 / 6,673 (100%)            | $345,602    |
| Calif. Mid-State Fair             | Paso Robles                                                  | 14,162 / 14,162 (100%)          | $612,960    |
| Planet Hollywood                  | Las Vegas                                                    | 6,808 / 6,808 (100%)            | $338,836    |
| Jobing.com Arena                  | Glendale                                                     | 13,818 / 13,818 (100%)          | $656,446    |
| Sprint Center                     | Kansas City                                                  | 14,481 / 14,481 (100%)          | $607,701    |
| Verizon Arena                     | Little Rock                                                  | 13,676 / 13,676 (100%)          | $614,854    |
| FedEx Forum                       | Memphis (Tennessee)                                          | 13,750 / 13,750 (100%)          | $597,795    |
| The Cajundome                     | Lafayette                                                    | 10,438 / 10,438 (100%)          | $646,195    |
| Amway Arena                       | Orlando                                                      | 12,225 / 12,225 (100%)          | $535,713    |
| BankAtlantic Center               | Sunrise                                                      | 14,104 / 14,104 (100%)          | $641,848    |
| Time Warner Cable Arena           | Charlotte                                                    | 15,263 / 15,263 (100%)          | $656,795    |
| Arena @ Gwinnett Center           | Duluth                                                       | 10,588 / 10,588 (100%)          | $513,420    |
| Bridgestone Arena                 | Nashville                                                    | 14,345 / 14,345 (100%)          | $644,350    |
| Conseco Fieldhouse                | Indianapolis                                                 | 14,490 / 14,490 (100%)          | $639,505    |
| Schottenstein Center              | Columbus                                                     | 14,056 / 14,056 (100%)          | $648,820    |
| Palace of Auburn Hills            | Auburn Hills                                                 | 15,667 / 15,667 (100%)          | $702,008    |
| Air Canada Centre                 | Toronto                                                      | 15,859 / 15,859 (100%)          | $748,791    |
| John Labatt Centre                | London                                                       | 9,154 / 9,154 (100%)            | $437,765    |
| ScotiaBank Place                  | Ottawa                                                       | 14,284 / 14,284 (100%)          | $651,081    |
| Times Union Center                | Albany                                                       | 12,536 / 12,536 (100%)          | $561,464    |
| Dunkin Donuts Center              | Providence                                                   | 9,679 / 9,679 (100%)            | $441,009    |
| Prudential Center                 | Newark (Nova Jérsia)\|align="center"\|13,942 / 13,942 (100%) | $639,255                        |             |
| Madison Square Gardens            | New York City                                                | 14,529 / 14,529 (100%)          | $778,946    |
| New York State Fair               | Syracuse                                                     | 16,787 / 16,787 (100%)          | $837,275    |
| Champlain Valley Expo             | Essex Junction                                               | 8,048 / 9,422 (85%)             | $370,660    |
| Great Allentown Fair              | Allentown                                                    | 10,242 / 10,242 (100%)          | $489,858    |
| Maryland State Fair               | Timonium                                                     | 12,540 / 12,540 (100%)          | $595,650    |
| MTS Centre                        | Winnipeg                                                     | 12,422 / 12,422 (100%)          | $636,175    |
| Brandt Centre                     | Regina                                                       | 6,747 / 6,747 (100%)            | $348,641    |
| Credit Union Centre               | Saskatoon                                                    | 13,059 / 13,059 (100%)          | $649,066    |
| Rexall Place                      | Edmonton                                                     | 13,874 / 13,874 (100%)          | $680,140    |
| Pengrowth Saddle Dome             | Calgary                                                      | 13,893 / 13,893 (100%)          | $708,161    |
| Blaisdell Arena                   | Honlulu                                                      | 15,721 / 15,721 (100%)          | $852,809    |
| Rogers Arena                      | Vancouver                                                    | 14,899 / 14,899 (100%)          | $769,285    |
| ARCO Arena                        | Sacramento                                                   | 13,498 / 13,498 (100%)          | $785,272    |
| Citizens Business Bank Arena      | Ontario                                                      | 8,482 / 8,482 (100%)            | $511,283    |
| Staples Center                    | Los Angeles                                                  | 13,572 / 13,572 (100%)          | $835,512    |
| Honda Center                      | Anaheim                                                      | 11,882 / 11,882 (100%)          | $690,781    |
| HP Pavilion                       | San Jose                                                     | 11,605 / 12,411 (94%)           | $693,838    |
| Valley View Casino Center         | San Diego                                                    | 11,424 / 11,424 (100%)          | $567,494    |
| Ford Center                       | Oklahoma City                                                | 11,702 / 12,316 (95%)           | $574,602    |
| AT&T Center                       | San Antonio                                                  | 14,663 / 14,663 (100%)          | $718,098    |
| Toyota Center                     | Houston                                                      | 13,352 / 13,352 (100%)          | $667,082    |
| Scottrade Center                  | Saint Louis                                                  | 14,471 / 14,471 (100%)          | $707,896    |
| KFC Yum Center                    | Louisville                                                   | 15,943 / 15,943 (100%)          | $774,638    |
| Wolstein Center                   | Cleveland                                                    | 10,431 / 10,616 (98%)           | $529,266    |
| Norfolk Scope                     | Norfolk                                                      | 9,286 / 9,286 (100%)            | $463,586    |
| Wells Fargo Center                | Philadelphia                                                 | 15,614 / 15,614 (100%)          | $913,257    |
| TD Garden                         | Boston                                                       | 14,080 / 14,080 (100%)          | $843,180    |
| Izod Center                       | East Rutherford                                              | 16,394 / 16,394 (100%)          | $957,502    |
| Boardwalk Hall                    | Atlantic City                                                | 13,481 / 13,481 (100%)          | $803,831    |
| Bell Centre                       | Montreal                                                     | 16,260 / 16,260 (100%)          | $812,580    |
| Air Canada Centre                 | Toronto                                                      | 16,639 / 16,639 (100%)          | $877,432    |
| Verizon Wireless Arena            | Manchester                                                   | 9,300 / 9,300 (100%)            | $432,290    |
| CONSOL Energy Center              | Pittsburgh                                                   | 13,957 / 13,957 (100%)          | $804,568    |
| Greensboro Coliseum               | Greensboro                                                   | 14,603 / 14,603 (100%)          | $700,618    |
| Bi-Lo Center                      | Greensville                                                  | 11,769 / 11,769 (100%)          | $577,074    |
| American Airlines Arena           | Miami                                                        | 14,167 / 14,167 (100%)          | $693,312    |
| St. Pete Times Forum              | Tampa                                                        | 14,270 / 14,270 (100%)          | $689,300    |
| BJCC                              | Birmingham                                                   | 13,773/ 13,773 (100%)           | $667,628    |
| Philips Arena                     | Atlanta                                                      | 14,045 / 14,045 (100%)          | $823,881    |
| O2 Arena                          | London                                                       | 16,020 / 16,020 (100%)          | $881,519    |
| Sportspaleis                      | Antwerp                                                      | 13,536 / 13,536 (100%)          | $796,566    |
| Entertainment Centre              | Brisbane                                                     | 11,065 / 11,065 (100%)          | $1,151,750  |
| Acer Arena                        | Sydney                                                       | 29,481 / 29,481 (100%)          | $2,892,460  |
| Rod Laver Arena                   | Melbourne                                                    | 25,538 / 25,538 (100%)          | $2,247,360  |
| Foro Sol                          | Cidade do México                                             | 94,449 / 106,028 (90%)          | $6,027,190  |
| Estádio Engenhão                  | Rio de Janeiro                                               | 46,533 / 57,189 (81%)           | $4,618,920  |
| Estádio do Morumbi                | São Paulo                                                    | 71,683 / 78,910 (91%)           | $7,937,520  |
| Estádio Beira-Rio                 | Porto Alegre                                                 | 20,698 / 48,675 (43%)           | $2,462,800  |
| Estádio Nacional                  | Lima                                                         | 18,923 / 33,769 (56%)           | $2,416,450  |
| Estádio Universidad Simón Bolívar | Caracas                                                      | 13,039 / 15,591 (84%)           | $4,087,670  |
| TOTAL                             | TOTAL                                                        | 1,321,197 / 1,398,960 (96%)     | $83,341,886 |